# Mick Foley
Michael Francis „Mick” Foley Sr (ur. 7 czerwca 1965 w Bloomington) – amerykański wrestler, pisarz i komik, znany też pod swoimi pseudonimami ringowymi jako Cactus Jack, Dude Love i Mankind.
Zasłynął głównie z wypromowania hardcore’owej odmiany w głównym nurcie wrestlingu, szczególnie dzięki swojej znamiennej walce z The Undertakerem w 1998. Swoją postać wrestlingu budował przede wszystkim na zdolności do przetrwania niebezpiecznych akcji i znoszenia bólu. Przez kilkanaście lat odgrywał tylko postać nieprzewidywalnego ekscentryka o imieniu Cactus Jack. Po dołączeniu do WWF w 1996 zamiennie wcielał się też w niezrównoważonego psychicznie Mankinda i romantycznego hipisa Dude’a Love’a. Trzy razy zdobył główne mistrzostwo WWF w 1999, a w 2009 zdobył główne mistrzostwo TNA. W 2013 został wprowadzony do galerii sławy WWE Hall of Fame.
Jest autorem kilku autobiografii (napisanych bez pomocy autora widmo), powieści i książek dla dzieci. Niektóre z jego książek były bestsellerami.

## Młodość i edukacja
Urodził się 7 czerwca 1965 w Bloomington w stanie Indiana jako Michael Francis Foley. Gdy był jeszcze młody przeprowadził się do Setauket na wyspie Long Island w stanie Nowy Jork.
Jego ojciec, John Foley, był dyrektorem sportowym w lokalnym okręgu szkolnym, a matka, Beverly Foley, była nauczycielką Wychowania Fizycznego. Foley twierdzi, że ojcu zawdzięcza zamiłowanie do sportu, a matce do pisarstwa.
W liceum zaczął trenować lacrosse i zapasy. Ukończył studia na stanowym uniwersytecie State University of New York College at Cortland w Cortland w stanie Nowy Jork, na wydziale komunikacji społecznej. Posiada tytuł naukowy communications degree.

## Kariera wrestlerska
Był trenerem Daltona Bragga.

### Przed debiutem w WWF (1983–1995)

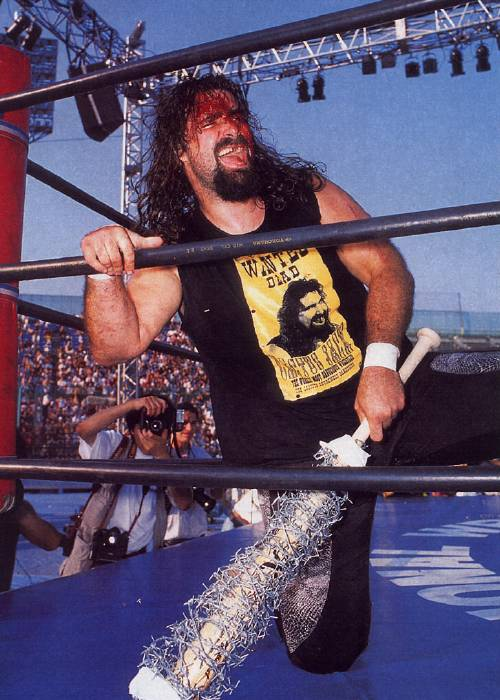
Mick Foley jako Cactus Jack ze swoją charakterystyczną pałką owiniętą drutem kolczastym

Trenował wrestling w szkole wrestlingu Dominica DeNucciego. Jego największą inspiracją i ulubionym wrestlerem był Jimmy Snuka. Jeszcze w czasie swojego treningu występował jako jobber w WWF pod pseudonimem ringowym Jack Foley. Przegrywał z takimi zawodnikami jak The British Bulldog, The Killer Bees, Kamala i Hercules Hernandez. Jego pierwszy występ miał miejsce 26 czerwca 1983. Po zakończeniu treningu występował pod pseudonimem Cactus Jack na scenach niezależnych w Alabamie, Teksasie, Tennessee, Japonii i Afryce. W tym czasie zdobył różne mistrzostwa w organizacjach Continental Wrestling Association, World Class Wrestling Association, United States Wrestling Association i National Wrestling League. W 1989 debiutował w World Championship Wrestling (WCW). W 1991 występował w Global Wrestling Federation. Po przejęciu WCW przez Teda Turnera Cactus Jack powrócił do tej organizacji i występował w niej od 1991 do 1994. Następnie od 1994 do 1996 występował w Extreme Championship Wrestling. W 1994 walcząc z Big Van Vaderem w Monachium w Niemczech utknął między linami ringu, które ściskały jego szyję. Udało mu się uwolnić, ale w szarpaninie stracił dużą część prawego ucha. W 1995 w Japonii wygrał turniej King of the Death Matches, pokonując w kolejnych rundach Terry’ego Gordy’ego, Shojiego Nakamakiego i Terry’ego Funka.

### World Wrestling Federation / Entertainment (1996–2008)

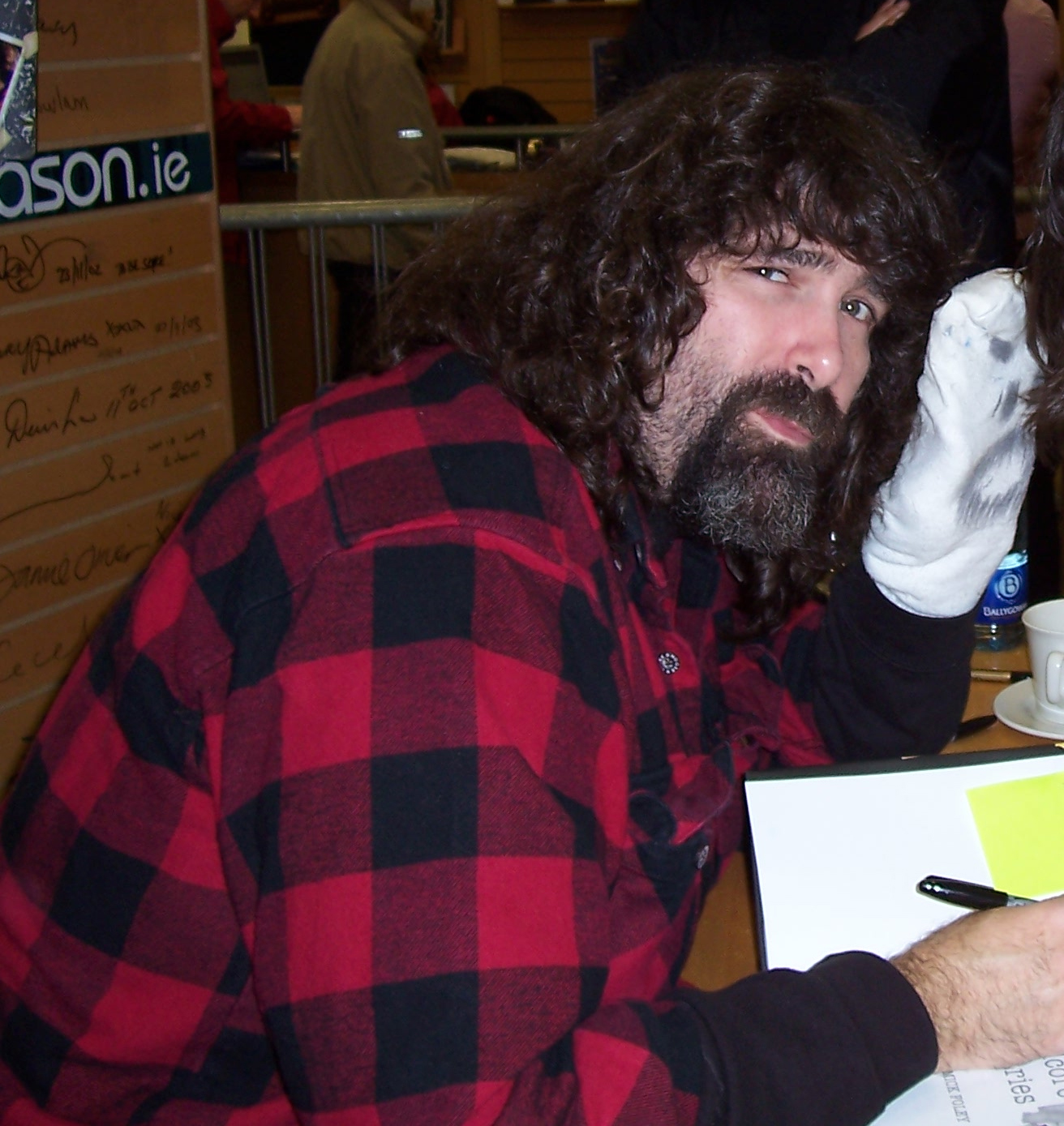
Mick Foley w 2007, z pacynką Mr. Socko na lewej dłoni

W 1996 dołączył do organizacji World Wrestling Federation (WWF), gdzie debiutował pod pseudonimem Mankind i zasłynął z promowania odmiany wrestlingu znanej jak hardcore wrestling. Często brał udział w niebezpiecznych, widowiskowych i bolesnych akcjach. Przed 2002 organizacja WWF deklarowała, że Foley przeżył 8 wstrząśnień mózgu oraz ma złamany nos i szczękę, zwichniętą prawą i złamaną lewą obręcz kończyny górnej i 27 szwów w lewym ramieniu, a także sześć razy złamał sobie żebro. Stracił też trzy zęby w wypadku samochodowym, ale zdecydował się nie nosić protez stomatologicznych, ponieważ uznał, że szpary między zębami pasują do jego postaci w wrestlingu.
W WWF odgrywał postać o trzech różnych osobowościach. Każdej z tych osobowości odpowiadały unikatowe gimmicki, w które Foley wcielał się zamiennie. Były to: znany z nieprzewidywalności Cactus Jack, obłąkany hipis Dude Love i pacjent zakładu psychiatrycznego Mankind (z ang. Ludzkość) noszący koszulę, krawat i maskę podobną do tej, którą nosił Hannibal Lecter w filmie Milczenie Owiec. Jego atrybutem była pałka owinięta drutem kolczastym. W późniejszym okresie swojej kariery znacznie rzadziej brał udział w niebezpiecznych akcjach i w większym stopniu kreował osobowość komiczną. Jego nowym atrybutem stała się pacynka o imieniu Mr. Socko, zrobiona ze skarpetki.

#### Debiut i rywalizacja z The Undertakerem (1996)
Mankind debiutował 1 kwietnia 1996, w pierwszym odcinku Raw po gali WrestleMania XII. Został zapowiedziany przez Vince McMahona i wszedł na ring w brązowym stroju oraz brązowej skórzanej masce. W tle grała muzyka na melodię Adagio for Strings Samuela Barbera. Komentator Jerry Lawler skomentował jego wygląd słowami „Podobno gdy chciał wystąpić w konkursie brzydoty powiedzieli mu „Przykro nam, to nie dla profesjonalistów”. Tej nocy Mankind pokonał Boba Holly wkładając mu środkowy palec do ust i zmuszając go do poddania się. Ostatnią walką w tym odcinku był pojedynek The Undertakera z Justinem Hawkiem Bradshawem. Ta walka została przerwana, ponieważ Mankind zaatakował Undertakera, powalił go i zaczął torturować przez włożenie środkowego palca do ust. Tak zaczęła się ich rywalizacja. 18 sierpnia na gali SummerSlam Mankind pokonał Undertakera w pierwszej walce typu Boiler Room Brawl. Z czasem ten rodzaj pojedynków stał się szczególnie charakterystyczny dla Mankinda. Do jego wygranej przyczynił się manager Undertakera, Paul Bearer, który zwrócił się przeciwko swojemu klientowi odmawiając mu pomocy i atakując go fizycznie. Bearer szybko został nowym managerem Mankinda. 17 listopada na gali Survivor Series rywale ponownie się ze sobą zmierzyli. Tym razem była to standardowa walka, z którą związany był zakład – Paul Bearer został zamknięty w klatce i zawieszony nad ringiem, a zwycięzca mógł zrobić z nim co zechce. Walkę wygrał The Undertaker, ale zanim zdążył zrobić krzywdę Bearerowi, został zaatakowany przez The Executionera, co umożliwiło managerowi ucieczkę.

#### Początki Dude’a Love’a i Cactus Jacka w WWF (1997–1998)
14 lipca 1997 mistrzostwo WWF World Tag Team Championship zostało tymczasowo zawieszone z powodu poważnej kontuzji Shawna Michaelsa. Tego dnia miała się odbyć walka o mistrzostwo między dotychczasowymi głównymi pretendentami, czyli British Bulldogiem i Owenem Hartem, a dotychczasowym mistrzem Stone Cold Steve’em Austinem i jego nowym partnerem. Austin jednak nikogo nie wyznaczył i początkowo sam walczył przeciwko dwóm zawodnikom. Gdy jego przeciwnicy zdobyli wyraźną przewagę, na TitanTronie pojawił się Mick Foley w swoim nowym wcieleniu. Teraz był uwielbianym przez kobiety hipisem o imieniu Dude Love. Nowa postać Foleya była oparta na bohaterze amatorskich filmów, które Foley kręcił w młodości. Dude Love zaoferował Austinowi pomoc i wkrótce dołączył do niego w ringu. Komentator Vince McMahon zwrócił uwagę na to, że rzekomo nowy zawodnik do niedawna był Mankindem. Austin początkowo okazywał zażenowanie zachowaniem Dude’a Love’a, ale ostatecznie pozwolił sobie pomóc i obaj wspólnie wygrali walkę. Gdy sędzia wręczył zwycięzcom pasy mistrzowskie, Dude Love podał swój Austinowi, nie chcąc się narzucać jako jego nowy współposiadacz tytułu. Austin jednak nie wziął pasa i zgodził się aby Dude Love został jego nowym partnerem oraz drugim mistrzem. Ich panowanie zakończyło się 7 września, kiedy zwakowali swoje tytuły z powodu kontuzji szyi Austina. 22 września Dude Love miał się zmierzyć z Hunterem Hearstem Helmsley w walce typu Street Fight. Gdy Helmsley zajął pozycję, Dude Love pojawił się na TitanTronie i oświadczył, że taki typ walki nie jest w jego stylu i zamiast niego pojedynek stoczy ktoś inny. Do Dude’a Love’a dołączył Mankind. Obaj rozmawiali o innej osobie, która jeszcze lepiej od Mankinda nadałaby się do Street Fightu. Wreszcie ogłosili, że Cactus Jack powrócił i Mick Foley wszedł na arenę jako Cactus Jack. Publiczność w trakcie walki skandowała ECW. Starcie miało miejsce w ringu, przy ringu, a także na zapleczu. W walce zostały wykorzystane między innymi metalowe kosze na śmieci, drewniany stół, barierka ringu i szufla. Helmsleyowi w walce pomagała Chyna. Pojedynek wygrał Cactus Jack.
18 stycznia 1998 Mick Foley wziął udział w głównej bitwie na gali Royal Rumble. Wszedł pierwszy jako Cactus Jack i został wyeliminowany przez Chainsawa Charlie. Później wszedł jeszcze raz, jako szesnasty i jako Mankind. Został wyeliminowany przez Goldusta. Potem wszedł jeszcze raz, jako dwudziesty ósmy i jako Dude Love. Tym razem został wyeliminowany przez Faarooqa. Mick Foley jest jedynym wrestlerem, który został wylosowany do jednej bitwy Royal Rumble więcej, niż raz. 30 marca na gali Wrestlemania 14 Cactus Jack i Terry Funk przejęli mistrzostwo drużynowe World Tag Team Championship, pokonując dotychczasowych mistrzów, New Age Outlaws. Następnego dnia stracili tytuły w walce rewanżowej.

#### Walka The Undertakera z Mankindem
W 1998 Dude Love zaczął rywalizować ze Stone Cold Steve’em Austinem i współpracować z Kane’em. Mick Foley i Kane wspólnie rywalizowali ze Steve’em Austinem i The Undertakerem. Na potrzeby rywalizacji z Undertakerem Foley powrócił do odgrywania roli Mankinda. 28 czerwca na gali King of The Ring Mankind zmierzył się z The Undertakerem w walce typu Hell in a Cell. Pojedynek ten wyróżniły wyczyny, które dotąd nie miały miejsca w WWE. W pewnym momencie The Undertaker zrzucił Mankinda z dachu stalowej konstrukcji na stół hiszpańskich komentatorów. W innym momencie zaatakował Mankinda na dachu konstrukcji manewrem chokeslam tak, że Mankind przebił dach i uderzył plecami o ring. W rzeczywistości drugi upadek Mankinda był wypadkiem. Dach nie miał się otworzyć. The Undertaker myślał, że niechcący zabił Micka Foleya. Mankind jednak przeżył i dokończył walkę. Kamery zarejestrowały twarz Mankinda uśmiechniętą przez zakrwawione usta i wargi oraz z jednym zębem zagnieżdżonym w nosie. Pod koniec walki Mankind rozsypał pinezki na ringu, ale to Undertakerowi udało się rzucić na nie swojego przeciwnika, a następnie przypiąć go i wygrać. W swojej autobiografii Mick Foley stwierdził, że nie pamięta pełnego przebiegu pojedynku. Walka ta została okrzyknięta Walką roku przez magazyn Pro Wrestling Illustrated. Obaj zawodnicy interweniowali w kolejnej walce tego wieczoru – Kane pokonał Steve’a Austina i wygrał główne mistrzostwo WWF.

#### Tag team z Kane’em i zdobycie Hardcore Championship (1998)
13 lipca 1998 Mankind i Kane pokonali tag team New Age Outlaws w walce o mistrzostwo drużynowe World Tag Team Championship. 26 lipca na gali Fully Loaded zostali pokonani przez The Undertaker i Steve’a Austina i musieli oddać zwycięzcom swoje tytuły. 10 sierpnia w odcinku Raw Is War Kane i Mankind ponownie zdobyli pasy mistrzowskie, tym razem wygrywając walkę typu Fatal 4-way Tag Team match przeciwko The New Age Outlaws, Rockowi i Owenowi Hartowi oraz Austinowi i Undertakerowi. 30 sierpnia Kane i Mankind mieli bronić tytułów na gali SummerSlam, jednak Kane postanowił zdradzić partnera i nie pojawił się. Mankind walczył sam i przegrał przeciwko The New Age Outlaws. Po tej zdradzie Kane stworzył tag team The Brothers of Destruction z Undertakerem. 2 listopada Vince McMahon wręczył Mankindowi nowo utworzony pas WWF Hardcore Championship za jego zasługi w promowaniu Hardcore wrestlingu. Mankind przegrał tytuł w walce przeciwko The Big Bossmanowi 30 listopada w odcinku Raw Is War.

#### Trzy panowania jako mistrz WWF (1999)
4 stycznia 1999 Mankind pokonał Rocka w walce typu No Disqualification o mistrzostwo WWF. Rock odzyskał tytuł w walce rewanżowej typu „I Quit” match 24 stycznia na gali Royal Rumble. W tej walce Mick Foley jako Mankind miał za zadanie pomóc The Rockowi w jego przemianie w heela. W tym celu Rock miał brutalnie poniżyć Mankinda. W rzeczywistości wcześniej obaj umówili się aby Rock uderzył Mankinda pięć razy metalowym krzesłem. Wbrew ustaleniom Rock uderzył Mankinda krzesłem jedenaście razy. Foley przyznał w jednym z wywiadów, że przez długi czas trzymał urazę, a incydent zdewastował jego żonę i dzieci, którzy byli obecni na widowni. Później jednak on i The Rock pogodzili się i odnowili swoją przyjaźń. Mankind nie poddał się w tej walce, ale The Rock oszukał sędziego odtwarzając zmontowane nagranie dźwiękowe, na którym jego przeciwnik mówi I quit. 1 lutego Mankind odzyskał mistrzostwo pokonując Rocka w odcinku Raw. Rock ponownie przejął tytuł pokonując Mankinda w walce typu Ladder match, dzięki interwencji Paula Wighta. Po raz ostatni Mankind wygrał główne mistrzostwo 22 sierpnia na gali SummerSlam, pokonując mistrza Stone Colda Steve’a Austina i drugiego pretendenta, Triple H-a, w walce typu Triple Threat. Stracił pas następnego dnia, przegrywając z Triple H-em walkę sędziowaną przez Shane’a McMahona.

#### Mistrz drużynowy z The Rockiem i Alem Snowem (1999)
The Rock i Mankind, pomimo dawnej rywalizacji, połączyli siły przeciwko wspólnym wrogom, The Undertakerowi i Big Showowi, którzy w 1999 byli mistrzami drużynowymi WWF. Rock i Mankind utworzyli tag team o nazwie The Rock ’n’ Sock Connection i 30 sierpnia pokonali swoich rywali w walce o tytuł. 9 września w odcinku SmackDown miał miejsce pojedynek rewanżowy i była to walka typu Buried Alive match. Walkę zakłócił Triple H, który unieszkodliwił Rocka, a potem znokautował Big Showa młotem kowalskim i dokończył zakopywanie Mankinda, w związku z czym Undertaker i Big Show wygrali pojedynek i odzyskali mistrzostwo. Kolejny rewanż miał miejsce 20 września. The Undertaker namówił przeciwników aby walka odbyła się na jego zasadach. On sam nie wziął udziału w pojedynku. Zastąpili go Mideon i Viscera. The Rock przypiął Mideona i odzyskał mistrzostwo dla swojej drużyny. 23 września, po przerwie spowodowanej kontuzjami, drużyna New Age Outlaws powróciła, przerwała przemówienie The Rock ‘n’ Sock Connection i wyzwała The Rocka oraz Mankinda na pojedynek o mistrzostwo tego samego dnia. Mistrzowie przegrali, ponieważ Mankind niechcący wpadł z rozpędu na Rocka, a wtedy Billy Gunn uderzył Mankinda ciosem Fameasser, przypiął go i wygrał pasy dla swojej drużyny. 14 października miała miejsce walka rewanżowa. W jej trakcie Hardcore i Crash Holly znokautowali Billy’ego Gunna jednym z pasów, czego sędzia nie zauważył. Następnie Mankind przypiął Gunna i ponownie odzyskał mistrzostwo dla swojej drużyny. Hardcore i Crash Holly otrzymali szansę na walkę o tytuł 18 października. Do tego czasu Mankind pokłócił się z The Rockiem i choć przyszedł na pojedynek, nie walczył. Mimo to Rock skutecznie bronił się i atakował. Drużynie przeciwnej pomógł Triple H, który wtargnął na ring i zaatakował Rocka ciosem Pedigree. Dzięki temu Hardcore i Crash Holly wygrali, przejęli tytuły, a zespół Rock N’ Sock Connection przestał istnieć.
W listopadzie 1999 Mankind utworzył tag team z Alem Snowem. 4 listopada w odcinku SmackDown! razem pokonali Hardcore’a i Crasha Holly w walce o mistrzostwo drużynowe WWF. Dziesięć dni później na gali Survivor Series przegrali tytuły pokonani przez tag team New Age Outlaws.

#### Zakończenie kariery zawodnika w WWF (2000)
27 lutego 2000 na gali No Way Out Mick Foley jako Cactus Jack zmierzył się z Triple H-em w walce typu Hell in a Cell. Zgodnie z zakładem towarzyszącym walce, Cactus Jack przejąłby pas mistrzowski WWF Championship gdyby wygrał. W razie wygranej Triple H-a, Foley musiałby przejść na emeryturę. Początkowo Cactus Jack próbował parę razy wydostać się z klatki, ale drzwi były zamknięte przy pomocy kłódek i łańcuchów. Triple H rzucał przeciwnikiem o ściany klatki i atakował go stalowymi schodkami (będącymi częścią ringu) oraz metalowym krzesłem. Mimo to Cactus Jack pięć razy uciekł z przypięcia i udało mu się przejść do ofensywy oraz doprowadzić Triple H-a do obfitego krwawienia. Wreszcie przy pomocy schodów Foley zniszczył ścianę klatki, a następnie wyrzucił z niej Triple H-a i cisnął przeciwnikiem o stół komentatorów, po czym zaatakował go drewnianą pałką owiniętą drutem kolczastym. Triple H uciekł przed przeciwnikiem na dach klatki i gdy się na nim znalazł, złapał ścigającego go przeciwnika, zaatakował go jego drewnianą pałką doprowadzając do krwawienia i zrzucił rywala z dachu na stół hiszpańskich komentatorów. Cactus Jack wyraźnie osłabł i bezskutecznie próbował rzucić metalowe krzesło na dach. W końcu zdecydował się ponownie wejść na klatkę, gdzie ponownie był atakowany przez Triple H-a pałką. Gdy zawodnicy walczyli ze sobą, dach się pod nimi powoli niszczył, aż w końcu Triple H cisnął Cactus Jacka tak mocno, że ten przebił dach i opadłszy zrobił dziurę w ringu. Triple H dokończył walkę wykonując na przeciwniku Pedigree, przypinając go skutecznie i wygrywając. Cactus Jack opuszczał arenę żegnany przez wiwatującą publiczność, która skandowała jego imię.

#### Emerytura w WWF (po 2000–2008)

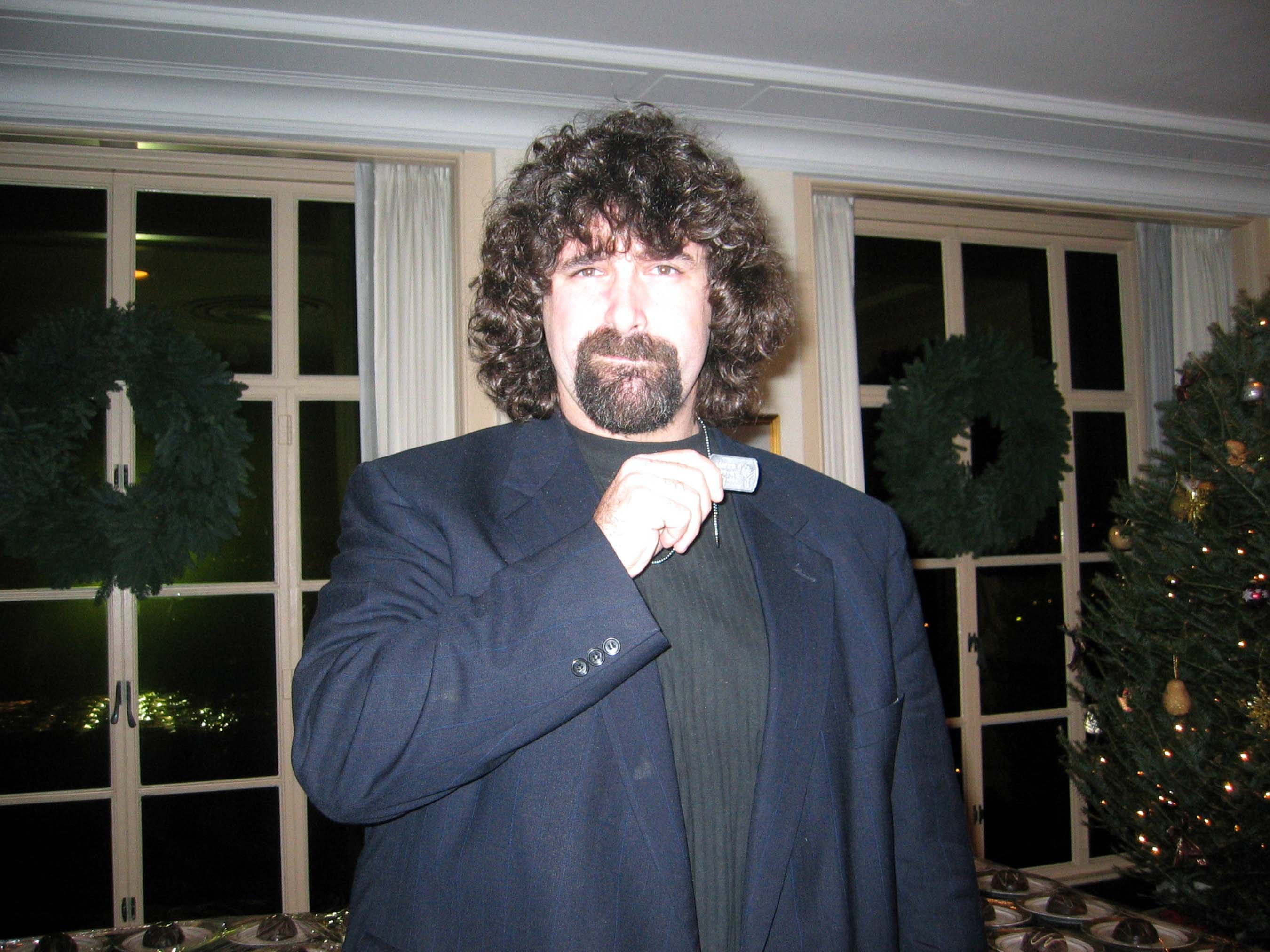
Mick Foley w 2004

Dotrzymując warunków zakładu, po przegranej walce przeciwko Triple H-owi Mick Foley przeszedł na emeryturę. Nadal jednak występował w WWF między innymi jako komisarz i komentator. Rzadko brał udział w walkach jako zawodnik. W 2004 rywalizował z Randym Ortonem, a w 2006 z Edge’em i Rikiem Flairem. W międzyczasie występował też w takich organizacjach jak Ring of Honor, czy japońska Hustle. W 2008 zdecydował się opuścić organizację i dołączyć do Total Nonstop Action.

### Total Nonstop Action (2008–2011)

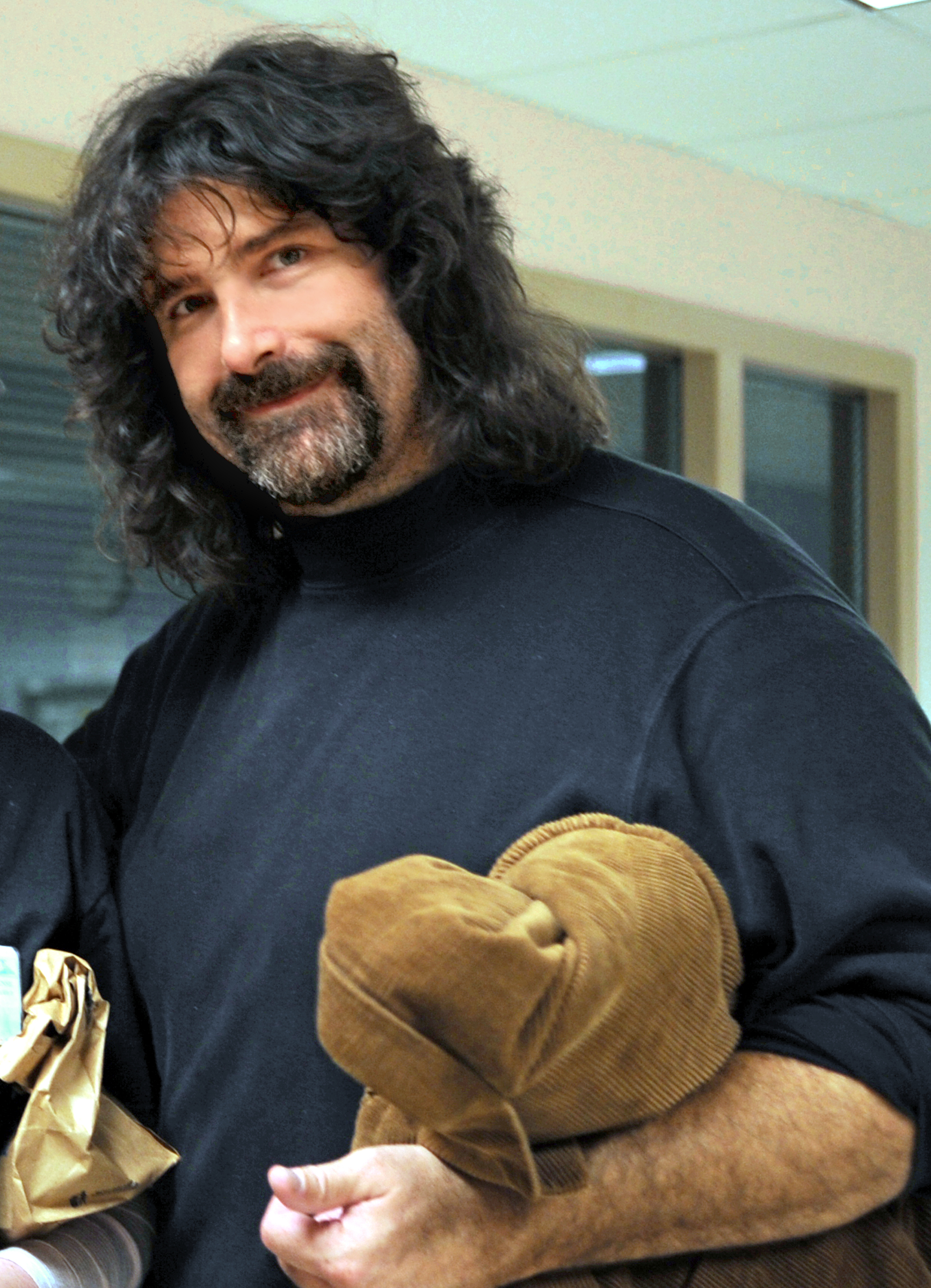
Mick Foley w 2008

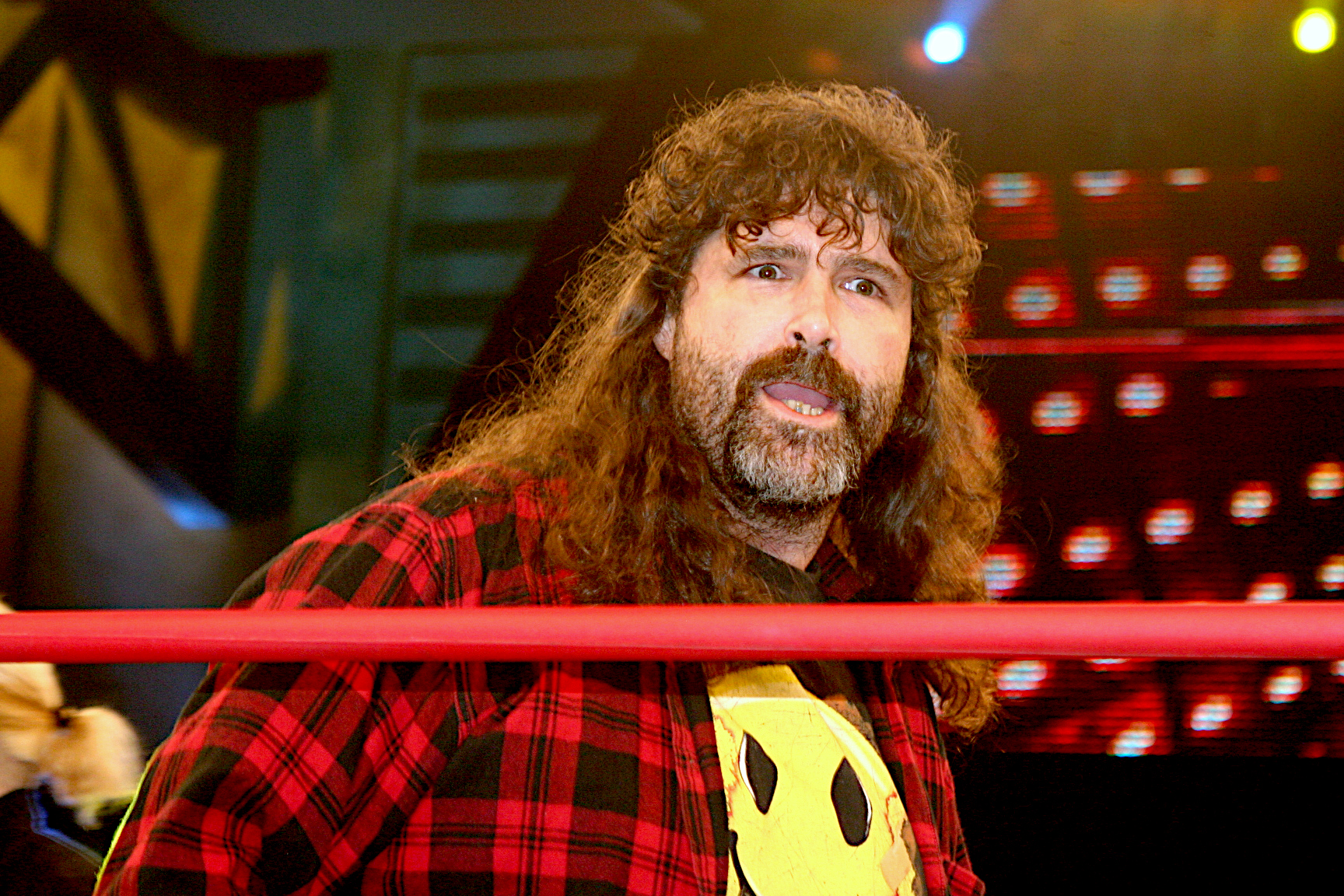
Mick Foley 27 lipca 2010 w TNA

Mick Foley zapowiedział swój debiut w Total Nonstop Action (TNA) na jednej z nieemitowanych w telewizji gal tej organizacji w Wielkiej Brytanii. Debiutował w TNA 18 września 2008. Został przedstawiony widzom przez założyciela TNA, Jeffa Jarretta. 12 października na gali TNA Bound For Glory pełnił rolę enforcera w walce Jarretta z Kurtem Angle. 16 października Foley ogłosił, że odchodzi i pożegnał się z widownią. Po przemowie, Jarret poprosił go o poświęcenie dziesięciu minut aby pomówić o interesach. 23 października Foley ogłosił, że został Udziałowcem wykonawczym TNA. Jego pierwszym poleceniem było zdyscyplinowanie również pełniącego funkcje zarządcze Kurta Angle.
W 2009 Jeff Jarrett i Mick Foley rywalizowali z Kurtem Angle i Stingiem tworzącymi drużynę The Main Event Mafia. Przyczyną był spór o wpływy w TNA. 16 kwietnia Mick Foley przeprowadził w ringu i przed publicznością wywiad z samym sobą. Odgrywał jednocześnie siebie i swoje alter ego, Cactus Jacka. Występ został przerwany przez Stinga, który go wyśmiał. Foley odpowiedział, że wcale nie udawał i zaatakował Stinga, a następnie dobił go drewnianą pałką owiniętą drutem kolczastym. 19 kwietnia Foley pokonał Stinga na gali TNA Lockdown w walce typu Six Sides of Steel match i przejął główne mistrzostwo organizacji, TNA World Heavyweight Championship. Posiadał je do 21 czerwca, kiedy na gali Slammiversary Kurt Angle zwyciężył bitwę typu King of the Mountain match o główne mistrzostwo przeciwko Foleyowi, Jeffowi Jarrettowi, AJ Stylesowi i Samoa Joe. Niespodziewane było to, że Joe zdecydował się pomóc Kurtowi Angle w tej bitwie. 30 lipca Foley i Bobby Lashley pokonali Kurta Angle i posiadacza pasa TNA Legends Championship, Kevina Nasha. Grupa The Main Event Mafia zaatakowała Foleya i Lashleya na zapleczu przed walką, osłabiając ich i powodując opóźnione przybycie Lashleya. Pod koniec walki uwagę Mafii odwrócił Sting. Tę okazję wykorzystał Foley, który przypiął Nasha i przejął jego pas. 16 sierpnia Nash odzyskał mistrzostwo w krwawej walce rewanżowej i chciał po walce poniżyć przeciwnika przy użyciu pałki owiniętej drutem kolczastym, ale Foleya ocalił Abyss.
W 2010 Mick Foley zdradził w ponad dwugodzinnym wywiadzie dla GeekWeek.com, że nie widzi siebie w TNA po wygaśnięciu kontraktu. Stwierdził, że czuje się jak w World Championship Wrestling, gdzie nie wiadomo było kto dowodzi. Był zawiedziony tym, że TNA nie chciało wyemitować nagrania Foleya z wiecu Jona Stewarta w Waszyngtonie. Czuł też, że nie da rady dłużej występować jako wrestler, a nie uważa siebie za tak dobrego mówcę jak Hulk Hogan i między innymi dlatego nie dostrzega dla siebie perspektyw. Mick Foley odszedł z TNA w 2011.

### Powrót do WWE (po 2011)

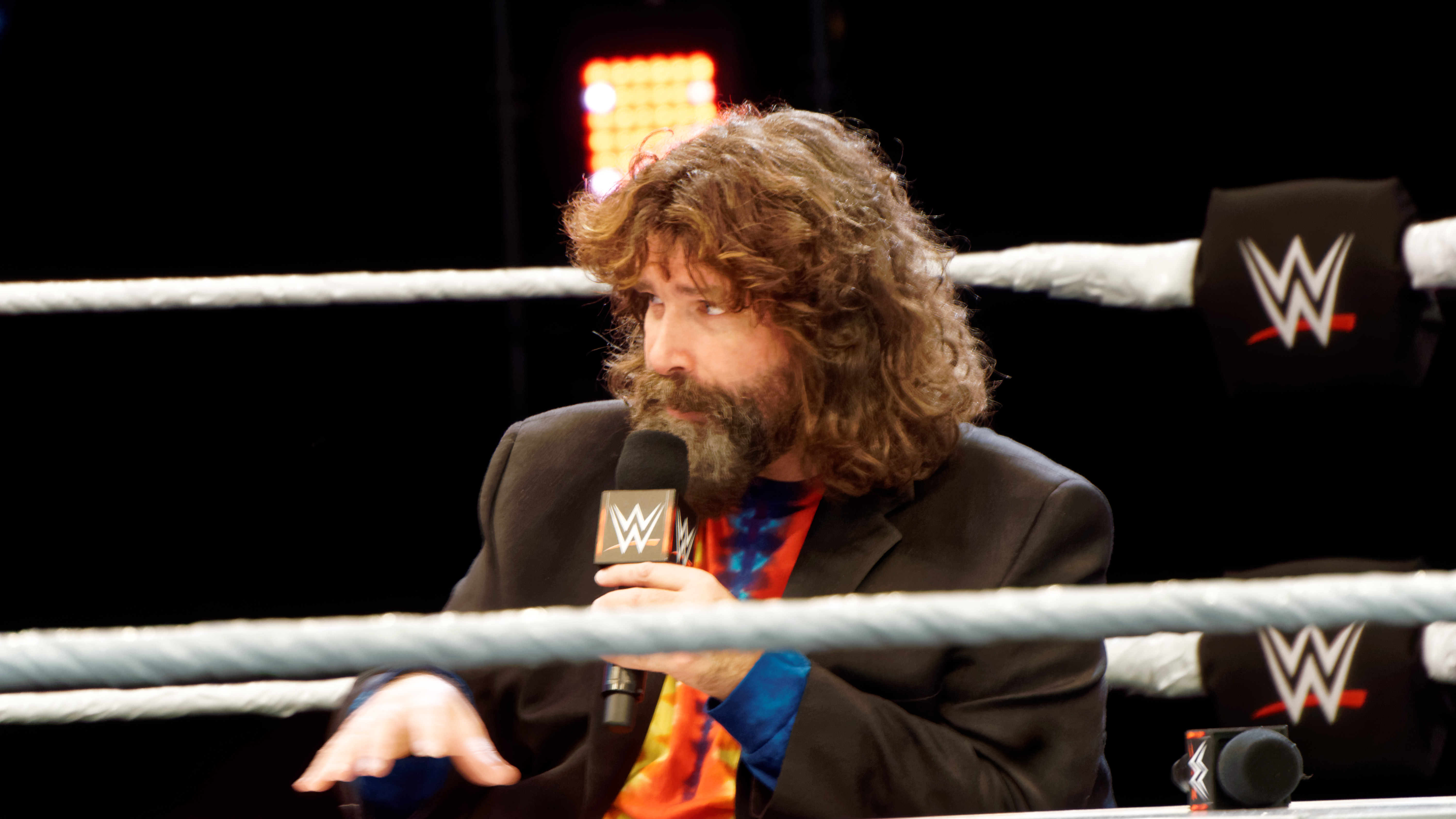
Mick Foley 31 marca 2016, na gali WrestleMania 32

Od 14 listopada 2011 Mick Foley sporadycznie występował w World Wrestling Entertainment. 6 kwietnia 2013 został wprowadzony do galerii sławy WWE Hall of Fame przez Terry’ego Funka. 14 marca 2016 przekazał swoją charakterystyczną pałkę owiniętą drutem kolczastym Deanowi Ambrose’owi. 18 lipca 2016, po drugim podziale WWE na brandy, Stephanie McMahon mianowała go managerem generalnym Raw. Został zwolniony 20 marca 2017, dwa tygodnie przed WrestleManią 33, za odmowę zwolnienia pracownika Raw.

## Twórczość literacka

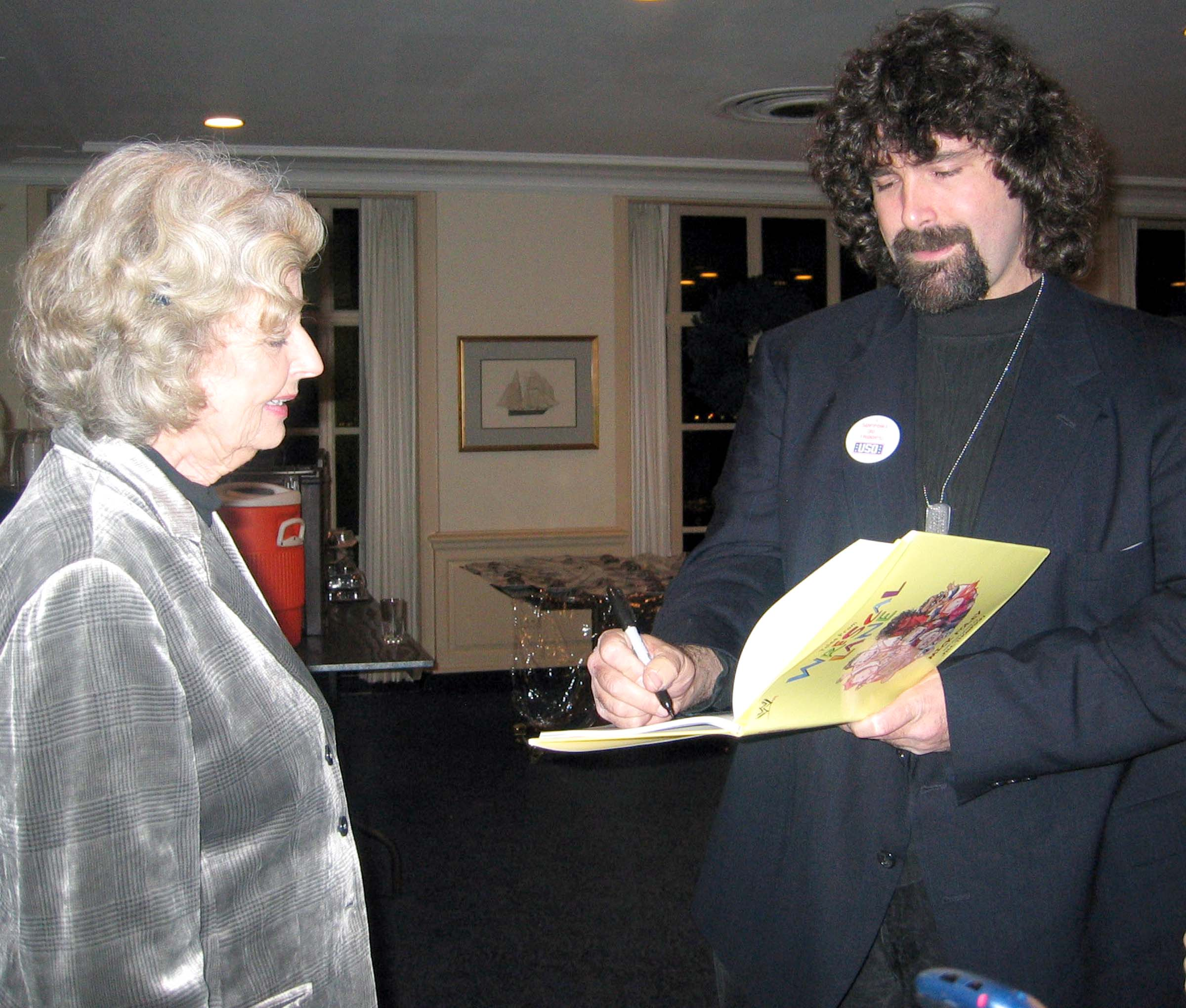
Mick Foley (z prawej) w 2004, podpisujący dla Joyce Rumsfeld (żona Donalda Rumsfelda, z lewej) egzemplarz swojej książki dla dzieci Tales From Wrescal Lane

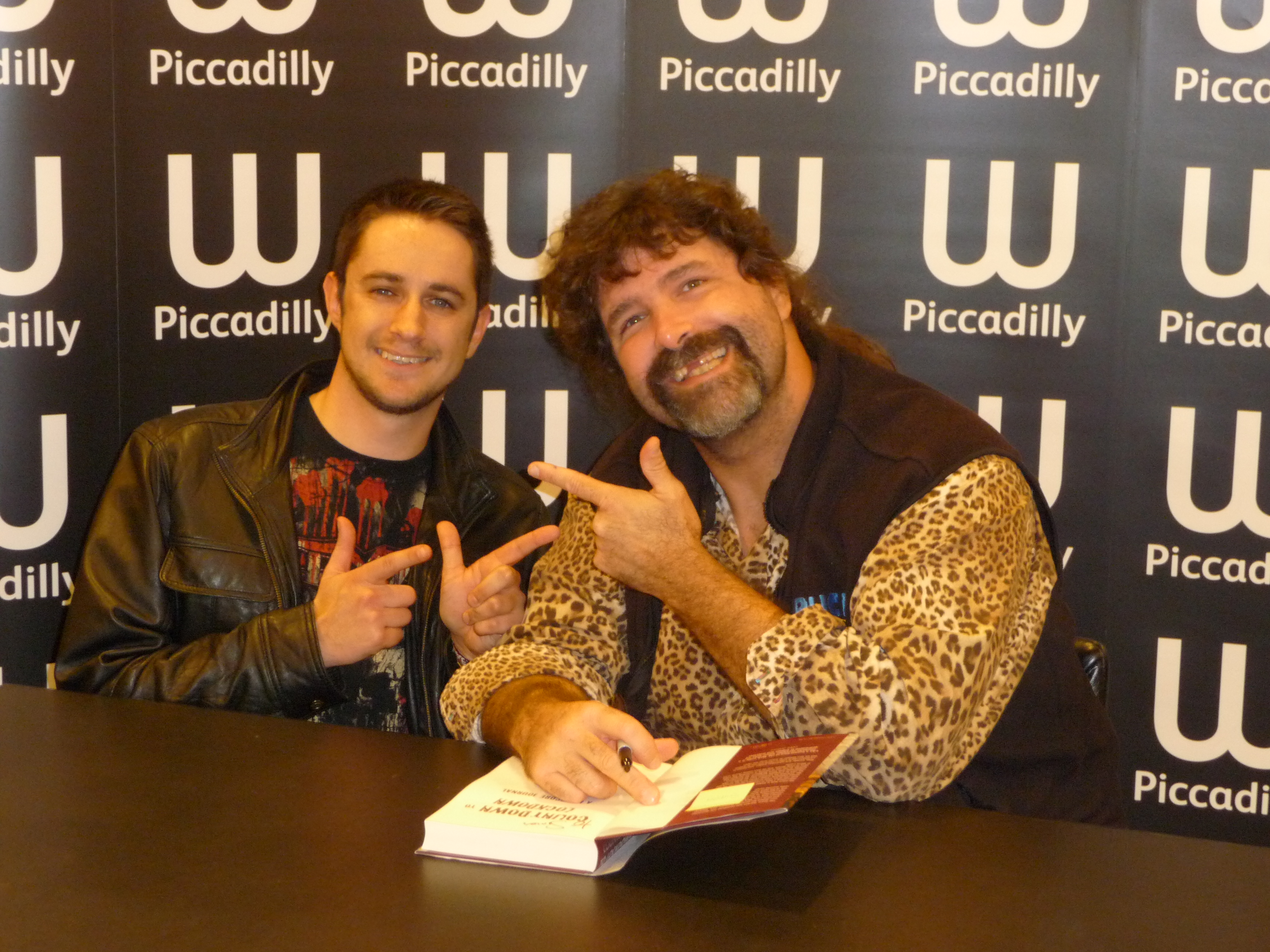
Mick Foley (z prawej) pozujący do zdjęcia z fanem w trakcie podpisywania książki 11 listopada 2010

Foley jest autorem kilku autobiografii, powieści i książek dla dzieci. Swoją karierę pisarską zaczął w 1999, kiedy po zapoznaniu się z treścią autobiografii pisanej przez jego autora widmo stwierdził, że sam jest w stanie napisać ją lepiej i jeszcze w tym samym roku opublikował ją pod tytułem Have a Nice Day!. Jego książka znalazła się na pierwszym miejscu listy bestsellerów publikowanej przez The New York Times. Jego druga autobiografia, Foley Is Good: And the Real World Is Faker Than Wrestling z 2001 zajęła pierwsze miejsce na liście bestsellerów The New York Times już w pierwszym tygodniu od publikacji, wyprzedzając takie książki jak Napalm i żelki George’a Carlina, Niepokonany Seabiscuit Laury Hillenbrand i Album of Memories Toma Brokawa. Również jego pierwsza powieść dla dzieci, Christmas Chaos, była bestsellerem.
Jak sam przyznaje, nie korzysta z autora widmo w swojej twórczości, ale zatrudnia redaktora w celu poprawy interpunkcji.

### Książki autorstwa Micka Foley
Autobiografie
- Mick Foley: Have a Nice Day!: A Tale of Blood and Sweatsocks. HarperCollins, 1999-10-20. ISBN 978-0-06-039299-4. (ang.). Brak numerów stron w książce
- Mick Foley, Foley Is Good: And the Real World Is Faker Than Wrestling, HarperCollins, 8 maja 2001, ISBN 978-0-06-039300-7 (ang.). Brak numerów stron w książce
- Mick Foley, Hardcore Diaries, World Wrestling Entertainment, 6 marca 2007 (ang.). Brak numerów stron w książce
- Mick Foley, Countdown to Lockdown: A Hardcore Journal, Grand Central Publishing, 1 października 2010, ISBN 978-0-446-57406-8 (ang.). Brak numerów stron w książce
- Mick Foley, Saint Mick: My Journey from Hardcore Legend to Santa’s Jolly Elf, Polis Books, 17 października 2017, ISBN 978-1-943818-75-4 (ang.). Brak numerów stron w książce

Książki dla dzieci
- Mick Foley, Mick Foley’s Christmas Chaos, HarperCollins, 24 października 2000, ISBN 978-0-06-039414-1 (ang.). Brak numerów stron w książce
- Mick Foley, Mick Foley’s Halloween Hijinx, HarperCollins, 4 września 2001, ISBN 978-0-06-000251-0 (ang.). Brak numerów stron w książce
- Mick Foley, Tales from Wrescal Lane, Pocket Books, 2004, ISBN 978-0-7434-6634-9 (ang.). Brak numerów stron w książce
- Mick Foley, A Most Mizerable Christmas, DK/Brady Games, 2012, ISBN 978-1-4654-0345-2 [dostęp 2018-07-07] (ang.). Brak numerów stron w książce

Powieści
- Mick Foley, Tietam Brown Proof, Random House, lipiec 2003, ISBN 978-0-224-07149-9 (ang.). Brak numerów stron w książce
- Mick Foley, Scooter, Knopf Doubleday Publishing Group, 18 grudnia 2007, ISBN 978-0-307-42764-9 (ang.). Brak numerów stron w książce

### Książki innych autorów o Micku Foleyu
- Terry M. West, Mick Foley: Behind the Mankind Mask, Scholastic, 2000, ISBN 978-0-439-24383-4 (ang.). Brak numerów stron w książce
- Arlene Bourgeois Molzahn, Mankind: Pro Wrestler Mick Foley, Capstone, sierpień 2001, ISBN 978-0-7368-0919-1 (ang.). Brak numerów stron w książce
- Kyle Alexander, Mick Foley: The Story of the Wrestler They Call „Mankind”, Facts On File, Incorporated, 2001, ISBN 978-0-7910-6447-4 (ang.). Brak numerów stron w książce

## Inne media

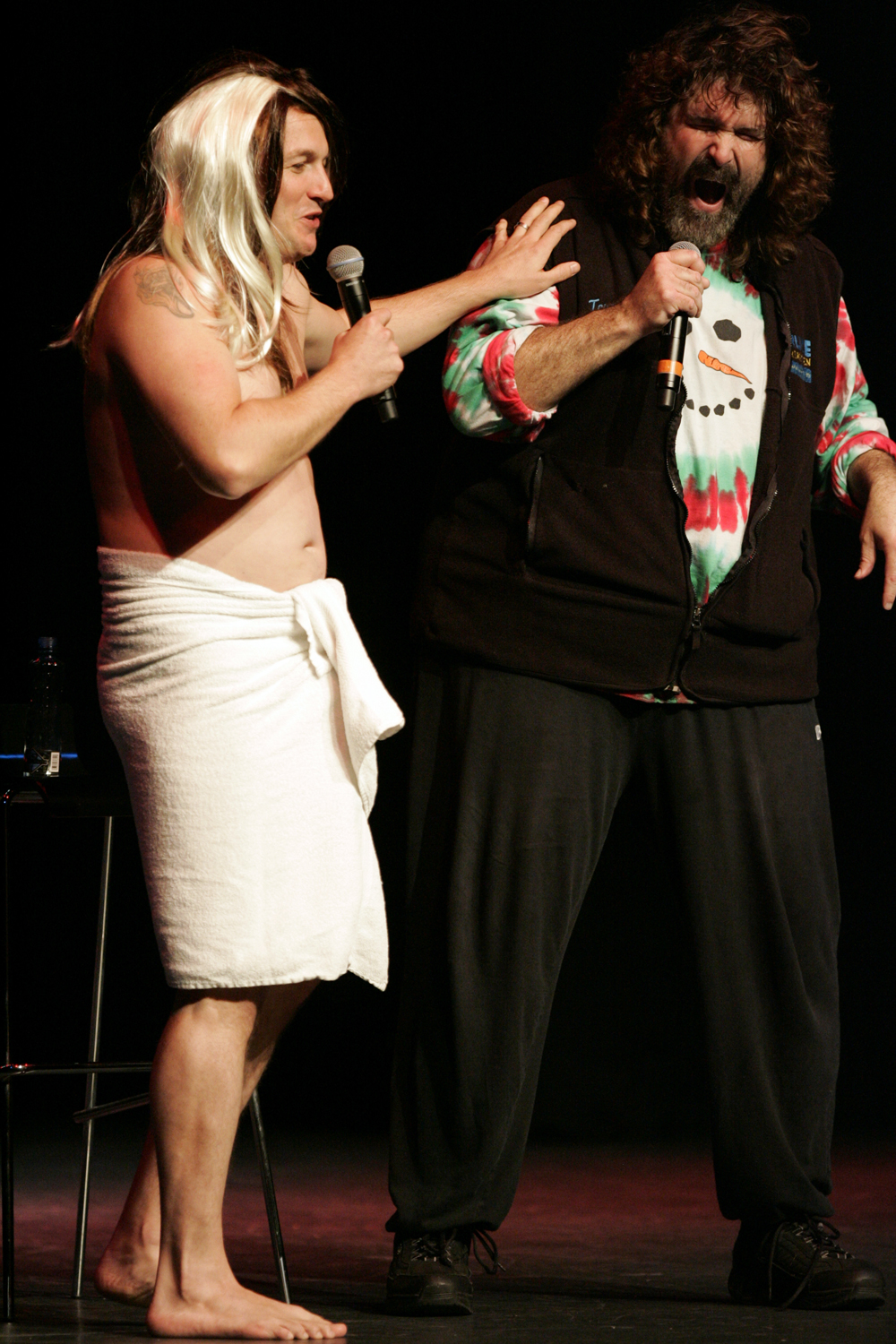
Komik Brendon Burns (z lewej) i Mick Foley (z prawej) występujący ze swoim repertuarem Good God Almighty! Enmore Theatre w Sydney w Australii 9 lutego 2013

Mick Foley zajmował się też komedią. Pięciokrotnie wystąpił w programie The Daily Show. Pojawił się w jednym ze skeczy CollegeHumor. Od 2009 uprawia Stand-up. W 2012 krytycy w większości pozytywnie ocenili jego występy na jednych z największych festiwali komediowych na świecie – Just for Laughs w Montrealu i Fringe Fest w Edynburgu.

### Filmografia

#### Filmy
| Rok                   | Film                          | Rola                         | Dodatkowe informacje                 |
| --------------------- | ----------------------------- | ---------------------------- | ------------------------------------ |
| 2018                  | Hellevator Man                | Hellevatorman                |                                      |
| 2018                  | The Peanut Butter Falcon      | Jacob                        |                                      |
| 2016                  | A City of Shoulders and Noses | Iggy                         |                                      |
| 2016                  | Chokeslam                     | Patrick                      |                                      |
| 2015                  | Dixieland                     | On sam                       |                                      |
| 2010                  | All That Remains              | Sanitariusz Sid              | Direct-to-video Film krótkometrażowy |
| 2007                  | Staten Island                 | Właściciel lombardu          |                                      |
| 2007                  | Wizja mordercy                | Właściciel sklepu z antykami |                                      |
| 2000                  | Big Money Hustlas             | Cactus Sac                   | Direct-to-video                      |
| Źródło: Filmweb, IMDb |                               |                              |                                      |

#### Seriale
| Rok                   | Serial                   | Rola                    | Dodatkowe informacje                                             |
| --------------------- | ------------------------ | ----------------------- | ---------------------------------------------------------------- |
| 2012                  | Rockefeller Plaza 30     | Mankind                 | Sezon 6, odcinek 4: The Ballad of Kenneth Parcell                |
| 2007                  | Awatar: Legenda Aanga    | Głaz                    | Sezon 3, odcinek 10: The Day of Black Sun: Part 1 – The Invasion |
| 2006                  | Awatar: Legenda Aanga    | Głaz                    | Sezon 2, odcinek 6: The Blind Bandit                             |
| 2002                  | Zapasy na śmierć i życie | Mankind                 | Sezon 4, odcinek 9: Battle of the Superfreaks                    |
| 2000                  | Zapasy na śmierć i życie | Mankind                 | Sezon 3, odcinek 12: Battle of the Heavy Metal Headbangers       |
| 2000                  | Nowe wcielenie           | Charlie                 | Sezon 1, odcinek 22: The Eggman Cometh                           |
| 1999                  | Dobro kontra zło         | Michael Foley / Mankind | Sezon 1, odcinek 10: Sunday Night Evil                           |
| 1999                  | Chłopiec poznaje świat   | Mankind                 | Sezon 7, odcinek 2: For Love and Apartments                      |
| Źródło: Filmweb, IMDb |                          |                         |                                                                  |

### Gry komputerowe
Przedstawiająca go postać pojawiła się w grze Fire Pro Wrestling (2001, GB, GBA) oraz w dwudziestu jeden grach WWF i WWE: WWE Day Of Reckoning 2 (2005, GC), WWE SmackDown! vs. RAW (2004, PS2), WWE SmackDown! vs. RAW 2006 (2005, PS2, PSP), WWE SmackDown! vs. RAW 2007 (2006, Xbox, Xbox360, PS2, PSP), WWE SmackDown! vs. RAW 2008 (2007, Wii, DS, Xbox360, PS2, PS3, PSP), WWE Wrestlemania 21 (2005, Xbox), WWF Attitude (1999, N64, GB, PS, DC), WWF No Mercy (2000, N64), WWF Royal Rumble (2000, DC), WWF SmackDown! (2000, PS), WWF SmackDown! 2: Know Your Role (2000, PS), WWF SmackDown! Just Bring It (2001, PS2), WWF War Zone (1998, N64, PS), WWF WrestleMania 2000 (1999, N64), WWF Wrestlemania 2000 (1999, GB, GBC), Fire Pro Wrestling (2001, GB, GBA), WWE '12 (2011, Wii, Xbox360, PS3), WWE '13 (2012, Wii, Xbox360, PS3), WWE 2K14 (2013, Xbox360, PS3), WWE 2K16 (2015, Xbox360, XboxOne, PS3, PS4, PC), WWE 2K17 (2016, Xbox360, XboxOne, PS3, PS4, PC) i WWE 2K18 (2017, XboxOne, PS4, PC).

## Życie prywatne
W 1992 poślubił byłą modelkę, Colette z domu Christie. Razem mają córkę Noelle i trzech synów o imionach Dewey, Hewey i Michael Jr.
W 2001 The New York Times doniósł, że jego prywatny dom ma pięć sypialni, a także pokój bożonarodzeniowy, w którym ozdoby świąteczne wiszą przez cały rok. W innym pokoju znajduje się kilka kawii domowych, które mogą poruszać się swobodnie po całym pomieszczeniu.
W okresie kampanii do wyborów prezydenckich w Stanach Zjednoczonych w 2024 roku otwarcie krytykował kandydaturę Donalda Trumpa, negatywnie oceniając jego prezydenturę w latach 2017–2021 oraz działalność związanych z nim prawników – Clarence’a Thomasa, Samuela Alito i Bretta Kavanaugha. Udzielił też poparcia kontrkandydatce Trumpa, Kamali Harris.

## Mistrzostwa i osiągnięcia
- Continental Wrestling Association

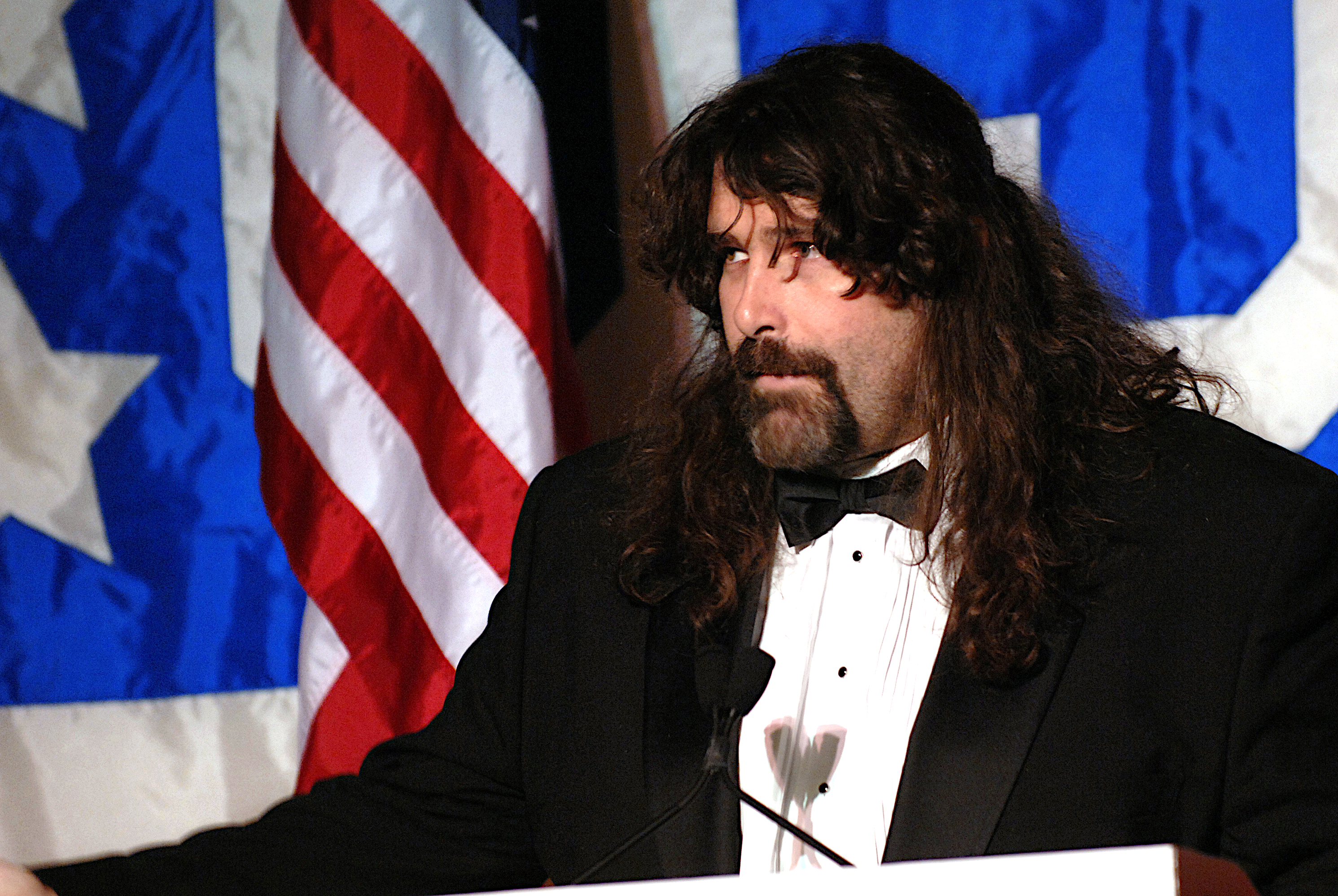
Mick Foley na rozdaniu nagród USO Metro Awards

  - CWA Tag Team Championship (1 raz) – z Garym Youngiem
- Extreme Championship Wrestling
  - ECW World Tag Team Championship (2 razy) – z Mikeyem Whipwreckiem (2 razy)
- International Wrestling Association Japan
  - IWA World Tag Team Championship (1 raz) – z Tracym Smothersem
  - Zwycięzca King of the Deathmatch Tournament w 1995
- National Wrestling League
  - NWL Heavyweight Championship (1 raz)
- Ozarks Mountain Wrestling / Music City Wrestling
  - OMW/NAASW North American Heavyweight Championship (1 raz)
- Steel City Wrestling
  - SCW Heavyweight Championship (1 raz)
  - SCW Tag Team Championship (1 raz) – z The Blue Meanie
- Total Nonstop Action
  - TNA Legends Championship (1 raz)
  - TNA World Heavyweight Championship (1 raz)
- United States Wrestling Association
  - USWA Southern Tag Team Championship (1 raz) – ze Scottem Braddockiem
- World Championship Wrestling
  - WCW World Tag Team Championship (1 raz) – z Kevinem Sullivanem
- World Class Wrestling Association
  - World Class World Tag Team Championship (2 razy) – z Super Zodiakiem II (1 raz) i ze Scottem Braddockiem (1 raz)
  - World Class World Light Heavyweight Championship (1 raz)
- World Wrestling Federation
  - WWF Hardcore Championship (1 raz)
  - WWF World Tag Team Championship (8 razy) – z Alem Snowem (1 raz), z The Rockiem (3 razy), z Kane’em (2 razy), z Chainsaw Charliem (1 raz) i ze Steve’em Austinem (1 raz)
  - WWF World Heavyweight Championship (3 razy)
  - WWE Hall of Fame (2013)
- Pro Wrestling Illustrated
  - Najbardziej inspirujący zawodnik roku (1993)[1]
- Professional Wrestling Hall of Fame and Museum
  - Wprowadzony w 2017[30]
- Wrestling Observer Newsletter
  - Najlepszy brawler (1991, 1992, 1993, 1994, 1995, 1996, 1997, 1998, 1999, 2000)
  - Najlepszy feud (2003) – z Triple H-em
  - Najlepszy podczas wywiadów (1995, 2004, 2006)
  - Wrestling Observer Newsletter Hall of Fame (2000)[1]